# Erwin Raisz
Erwin Josephus Raisz (Lőcse, 1 de março de 1893 – Bangkok, 1 de dezembro de 1968) foi um cartógrafo húngaro, naturalizado norte-americano, conhecido por seus mapas físicos, com ênfase nas massas de terra.

## Biografia
Raisz nasceu na cidade de Lőcse, em 1893, que hoje pertence à Eslováquia. Era filho de um engenheiro civil que o introduziu no mundo dos mapas devido ao seu trabalho. Raisz se formou em arquitetura e engenharia pela Universidade de Tecnologia e Economia de Budapeste, em 1914.

## Carreira
Serviu ao Exército durante a Primeira Guerra Mundial, trabalhando por cinco anos em um escritório de arquitetura em Budapeste com o fim do conflito. Ele emigrou para os Estados Unidos, pegando dinheiro emprestado para a viagem e chegou a Nova York em 1923. Trabalhou para a Ohman Map Company enquanto cursava mestrado em artes e doutorado em geologia pela Universidade Columbia. Enquanto estudante de pós-graduação, deu aulas de cartografia, um dos primeiros cursos do tipo no país. Em sua tese, pode ser considerado o primeiro pesquisador a relacionar a criação e posterior desenvolvimento de seu método fisiográfico para a representação de massas de terras.
Em 1931, ingressou no Instituto de Exploração Geográfica da Universidade Harvard, onde foi professor de cartografia e curador da coleção de mapas por 20 anos. Deixou um grande legado ao usar técnicas a base de bico de pena e desenhos à mão em uma época em que as técnicas manuais vinham sendo substituídas por processos mecânicos com base em fotos aéreas.
Foi também o autor do primeiro livro-texto de cartografia em inglês, o General cartography, em 1938. Raisz é mais conhecido por seu trabalho com mapas fisiográficos, onde descreve massas de terra com uma variação em menor escala da perspectiva isométrica. Criada para continentes, nações e estados, formam um trabalho em uso ainda hoje. A empresa Raisz Landform Maps, operada por seus descendentes, continua a publicar grande parte de seu trabalho.

## Últimos anos e morte
Raisz viajava com frequência devido ao seu trabalho e foi em uma dessas viagens que teve um ACV e faleceu em 1 de dezembro de 1969, em Bangkok, a caminho do 11º Congresso da União Geográfica Internacional que aconteceria em Nova Delhi, na Índia. Raisz tinha 75 anos.